# Хилл, Рикки
Рикки Энтони Хилл (англ. Ricky Anthony Hill; род. 3 марта 1959 года в Паддингтоне, Великобритания) — английский футболист и футбольный тренер.

## Биография
Почти всю свою карьеру Хилл провел за «Лутон Таун». Всего он отыграл за него около 500 матчей. В 1988 году Хилл вместе с командой выиграл Кубок Английской футбольной лиги. Провел три матча за сборную Англии. Завершал свою карьеру полузащитник в США. Хилл был играющим тренером клуба «Тампа-Бэй Раудис».
В 2000 году тренер некоторое время возглавлял «Лутон Таун». В сезоне 2003/04 Хилл возглавлял тринидадскую команду «Сан-Хуан Джаблоти», с которой становился чемпионом страны и победителем Карибского кубка. Несколько лет англичанин трудился с воссозданной «Тампой-Бей Раудис», с которой в 2012 году он побеждал в Североамериканской футбольной лиге.

## Достижения

### Футболиста
- Обладатель Кубка Английской футбольной лиги (1): 1987/88.
- Финалист Кубка Английской футбольной лиги (1): 1988/89.

### Тренера
- Чемпион Североамериканской футбольной лиги (1): 2012.
- Победитель Карибского клубного чемпионата (1): 2003.
- Чемпион Тринидада и Тобаго (1): 2003/04.